# Brigitte Bardot
Brigitte Bardot (Párizs, 1934. szeptember 28. –) francia színésznő, énekesnő, állatvédő. Az igazi, tiszta szexepilt ábrázolta egy meglehetősen prűd korszakban. Ruhái, frizurái megszabták az 1960-as évek divatirányzatát. Merész szerepei miatt sokan a bűn megtestesítőjének tekintették akkoriban.

## Élete
Anyja Anne-Marie 'Toty' Mucel (1912–1978), apja Louis 'Pilou' Bardot (1896–1975) volt. Gazdag párizsi családban született és nevelkedett húgával, a négy évvel fiatalabb Marie-Jeanne-nal (beceneve Mijanou). Gyermekkorától kezdve tanult táncolni, balettkarrierre vágyott. Borisz Knyazev koreográfus tanította, később bekerült a párizsi modellvilágba. 15 évesen fotómodell lett. Először 1949-ben, anyja kapcsolatai révén a Fashion Show-ban lépett fel, majd ugyanebben az évben a Jardin des Modes-ban jelent meg. 1950-ben az ELLE címlapjára került.  
A képeket a fiatal és tehetséges Roger Vadim megmutatta forgatókönyvíró barátjának, Marc Allégret-nek, így fedezték fel Bardot-t a filmipar számára. A felfedezésből szerelem lett, Brigitte 1952. december 21-én feleségül ment Vadimhoz. A Le Trou Normand (angolul Crazy for Love) c. filmben debütált. Karrierje ekkor vett nagy lendületet. Vadim nagymértékben befolyásolta Bardot sorsát. 
Marilyn Monroe és Bardot mutatta be elsőként a női szexualitást a maga természetes, erotikus módján. Bardot öt év után, 1957-ben elvált Vadimtól. Új házasságot kötött, de továbbra is baráti kapcsolatot ápolt egykori férjével. 1959-ben Jacques Charrier-től megszületett fia, Nicolas. Mivel túl fiatalnak érezte magát a gyermekneveléshez, fiát elhagyva filmes karrierjét építette tovább. 
Húga, Mijanou 1962-ben Patrick Bauchau belga színészhez ment feleségül, házasságuk tartósnak bizonyult.
Brigitte ekkoriban kicsapongó életmódjáról volt híres. 1962-ben Charrier-től is elvált. Rövidebb ideig élettársa volt Gilbert Bécaud és Serge Gainsbourg (1967) is. Új párja 1969-ig Gunter Sachs német–svájci milliárdos volt (1932–2011), a Sachs-konszern örököse, aki nagyon romantikus módon vette le Bardot-t a „lábáról”: száz vörös rózsát szórt le helikopterről Bardot birtokára.
1973-ban abbahagyta a filmezést, és a kicsapongó életmóddal is felhagyott. Fiával próbált szeretetteljes kapcsolatot kiépíteni, de kudarcot vallott. Igazi párjával, Bernard d’Ormale-lal, akivel máig együtt él, ezután hozta össze a sors. 1992-ben házasodtak össze.
Bob Dylan említi őt a I Shall Be Free című dalban, a The Freewheelin’ Bob Dylan című albumon. Egyik volt férje, a depresszióban szenvedő Gunther Sachs 2011. május 7-én öngyilkosságot követett gstaadi otthonában (Svájc).

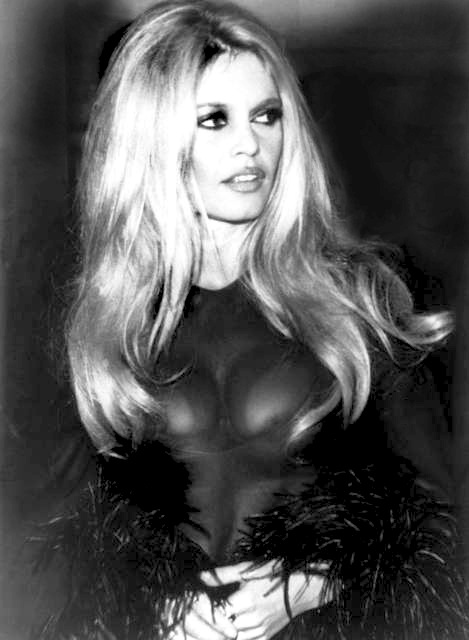
1968-ban

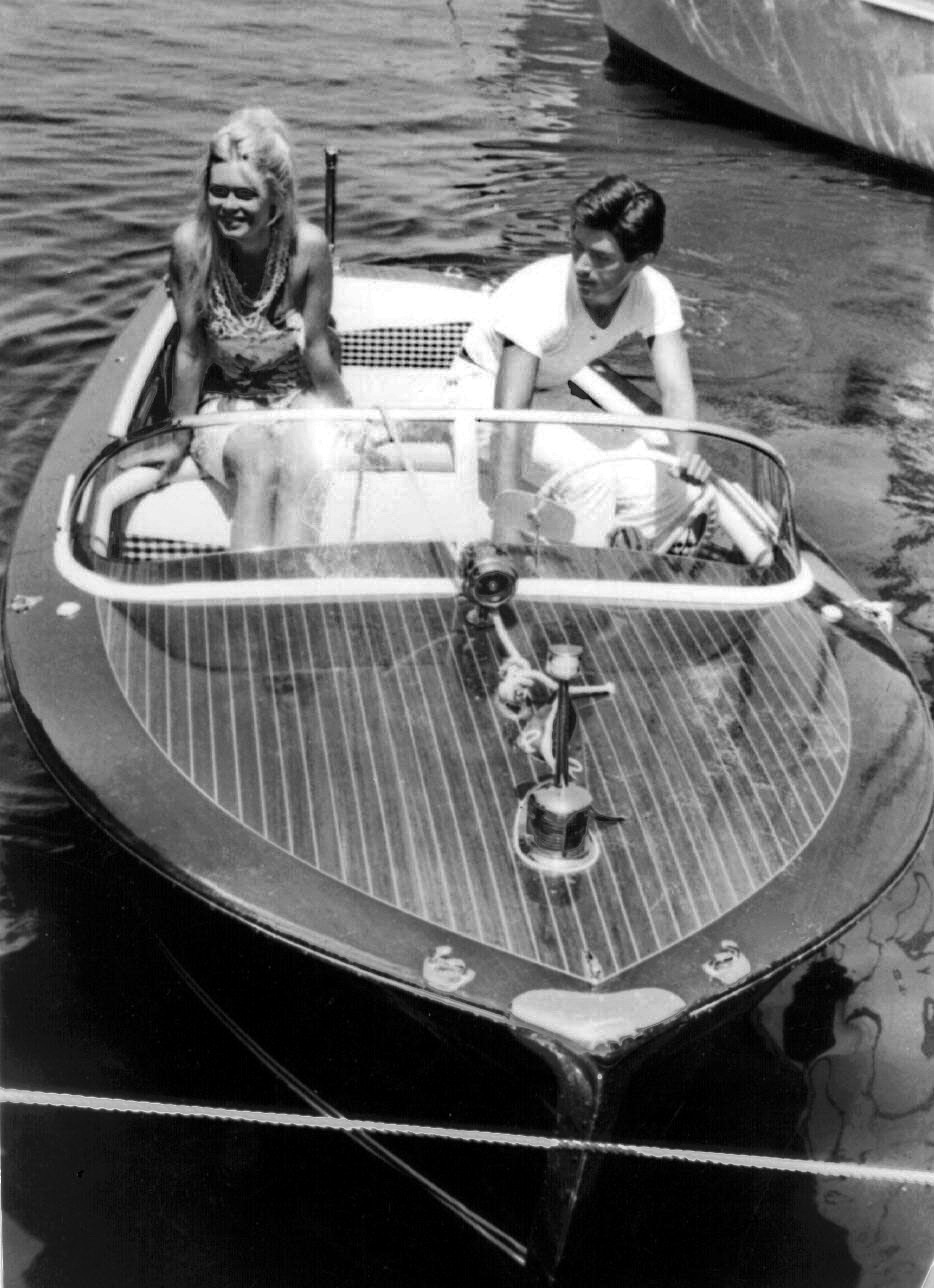
Brigitte Bardot és Samy Frey Saint-Tropez-ban

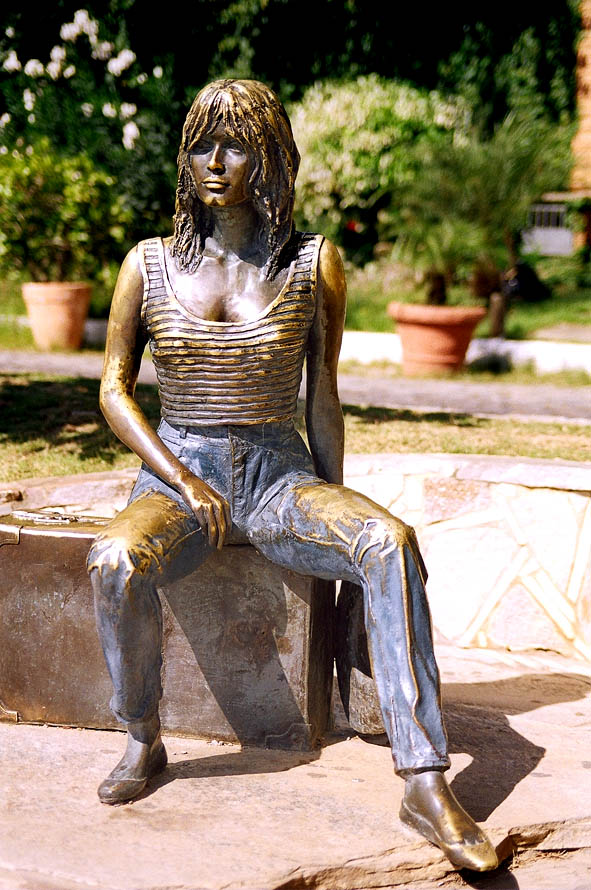
Bardot tiszteletére készített szobor a brazil Armação dos Búzios városában

## Férjei
- Roger Vadim (1952–1957)
- Jacques Charrier (1959–1962), gyermek: Nicolas Jacques
- Gunter Sachs (1966–1969)
- Bernard d’Ormale (1992–)

## Filmográfia
- 1952 : Le trou normand (Crazy for Love), Javotte Lemoine szerepében (fősz: Bourvil)
- 1953 : Kegyelemlövés (Un acte d'amour), Mimi szerepében
- 1954 : A versailles-i kastély (Si Versailles m’était conté), rend. Sacha Guitry
- 1955 : Doktor a tengeren (Doctor at Sea), vígjáték.
- 1956 : A nagy hadgyakorlat (Les grandes manœuvres), Lucie szerepében
- 1956 : És Isten megteremté a nőt (Et Dieu… créa la femme), B.B. Juliette Hardy szerepében, partnere Jean-Louis Trintignant.
- 1956 : Fény a túloldalon (La lumière d’en face), Olivia Marceau szerepében
- 1956 : Szép Heléna (Helen of Troy)
- 1956 : Fiam, Néró (Mio figlio Nerone)
- 1956 : Túl szép a menyasszony (La mariée est trop belle), partnere Louis Jourdan
- 1957 : Egy párizsi lány (Une parisienne), partnere Charles Boyer
- 1958 : A holdfény ékszerészei (Les bijoutiers du clair de lune), partnerek Alida Valli, Stephen Boyd
- 1958 : Az asszony és a baba (La femme et le pantin)
- 1958 : Baj esetén (En cas de malheur), partnere Jean Gabin
- 1959 : Babette háborúba megy (Babette s’en va-t-en guerre)
- 1959 : Akar táncolni velem? (Voulez-vous danser avec moi?, partnere Henri Vidal
- 1960 : Igazság (La vérité), Dominique Marceau szerepében
- 1961 : Magánélet (Vie privée), partnere Marcello Mastroianni
- 1963 : A megvetés (Le mépris), partnerek Michel Piccoli, Jack Palance
- 1964 : A bűbájos hibbant lány (Une ravissante idiote), partnere Anthony Perkins
- 1965 : Kedves Brigitte (Dear Brigitte), kámeaszerepben, főszereplő James Stewart
- 1965 : Viva Maria (Viva Maria!), partnere Jeanne Moreau
- 1966 : Hímnem-nőnem (Masculin féminin: 15 faits précis), névtelen mellékszerepben, rend. Jean-Luc Godard
- 1967 : Tele szívvel – Két hét szeptemberben (À cœur joie), partnerek Laurent Terzieff, Jean Rochefort
- 1968 : Különleges történetek (Histoires extraordinaires / Tre Passi nel Delirio), partner Alain Delon
- 1968 : Shalako, partnerei Sean Connery, Stephen Boyd
- 1970 : A medve és a baba (L’ours et la poupée), partner Jean-Pierre Cassel
- 1971 : Rum bulvár (Boulevard du Rhum), partner Lino Ventura
- 1973 : Don Juan, avagy ha Don Juan nő lett volna (Don Juan ou Si Don Juan était une femme…)

## Hanglemezek
Az 1950-es, 1960-as évek hanglemezei:
- And God Created Women, (És Isten megteremté a nőt), (1957), Decca.
- Behind Brigitte Bardot, (1960), Warner Bros.
- Brigitte Bardot Sings, (1963), Philips.
- B.B. (1964), Philips.
- Brigitte Bardot Show 67, (1967), Mercury.
- Brigitte Bardot Show (1968), Mercury.
- Burlington Cameo Brings You, Special Bardot (1968), RCA.
- Single Duet with Serge Gainsbourg "Bonnie and Clyde"
- Brigitte, (2003), Universal International.

## Társadalmi tevékenysége

### Brigitte Bardot Állatvédő Alapítvány
Elsőként Franciaországban Bardot emelte fel a szavát 1962-ben a kegyetlen bánásmóddal szemben, ahogy az állatokat kivégzik a vágóhidakon. Sikerült elérnie, hogy levágásuk előtt elektromos pisztollyal kábítsák el a szarvasmarhákat. 1977-ben a fókakölykök irtása ellen kezdett óriási kampányba, mely szintén sikeres lett: a fókaborjúbőr kereskedelmét betiltották. 1986-ban Saint Tropez-ban létrehozta a Brigitte Bardot Állatvédő Alapítványt (La Fondation Brigitte Bardot pour la protection de l’animal sauvage et domestique). A következő évben saját vagyontárgyait és ruháit bocsátotta árverésre. Közel 3 millió frankot gyűjtött össze, hogy a francia törvényeknek megfelelően fenn is tudja tartani. 1988-ban az alapítvány székhelyét Párizsba tette át. Publikált, konferenciákat és tüntetéseket szervezett. 1991-ben birtokát, La Madrague-ot az alapítványnak ajándékozta, hogy tőkét emelhessen. Az alapítvány honlapjához kapcsolódó internetes boltban bárki rendelhet apró dolgokat (nyakörvet, pólót, matricákat, kitűzőket, képeslapokat), ezzel is támogatva az állatvédelmet.
Bardot nyilvánosan megtámadta Sophia Lorent, amiért az Annabella céggel egymillió dolláros szerződést kötött szőrmebundák reklámozására. Bardot nyílt levelében ezt írta Lorennek: „Amikor bundában jársz, ne feledd, hogy állati hullák sokaságát viseled magadon.”
Akcióját Európa-szerte tüntetések követték a prémes állatok megóvása érdekében.

## Visszaemlékezései magyarul
- Brigitte Bardot–Anne-Cécile Huprelle: A küzdelem könnyei; ford. Marádi Krisztina; Kossuth, Bp., 2018

## Róla írták
- Robinson Jeffrey: Brigitte Bardot két élete, Delej kiadó, Budapest, (1995), fordította: Vas Júlia
- Rákosy Gergely: Elmarasztalva, Brigitte Bardot, (1968), novellák